# میهو یامادا
میهو یامادا (انگلیسی: Miho Yamada; ۱۱ نوامبر ۱۹۷۳ – ) صداپیشگی در ژاپن اهل ژاپن بود. وی از سال ۱۹۹۵ میلادی تاکنون مشغول فعالیت بوده‌است.